# Clontarf, New South Wales
Clontarf este o suburbie în Sydney, Australia.